# Xã West Sadsbury, Quận Chester, Pennsylvania
Xã West Sadsbury (tiếng Anh: West Sadsbury Township) là một xã thuộc quận Chester, tiểu bang Pennsylvania, Hoa Kỳ. Năm 2010, dân số của xã này là 2.444 người.